# ファイサル・ヴァイツマン合意
ファイサル・ヴァイツマン合意（英語: Faisal–Weizmann agreement）は、アラブ反乱の指導者であり後に初代シリア国王・初代イラク国王となるファイサル1世と、シオニスト運動の指導者で後に初代イスラエル大統領となるハイム・ヴァイツマンの間で交わされた合意。1919年1月3日にパリ講和会議において合意されたが、一度保留された後、同年6月28日のヴェルサイユ条約に改めて発表された。

## 合意までの過程
バルフォア宣言、フサイン＝マクマホン協定、サイクス・ピコ協定、ホガース・メッセージ、バセット書簡、七カ国宣言、英仏宣言が既に締結、あるいはやりとりされており、そのうちサイクス・ピコ協定・七カ国宣言・英仏宣言は公表されていた。サイクス・ピコ協定は、「アラブ首長の宗主権の下におけるアラブ国家、あるいはアラブ諸国連合」の樹立を目指したものである。フランスとイギリスはパレスチナの国際統治を提案した。その提案はロシアと協議した後にはさらに他の連合国や「メッカのカリフの代表者」と協議して決定されることとなった。ヘンリー・マクマホンは1915年にファイサルの父かつメッカのカリフであったフセイン・イブン・アリーと書簡を交換し、その中でダマスカス・ホムス・ハマー・アレッポなどシリアの西側を除く地域の支配をフセインに約束した。パレスチナは同地域から見て南西に位置しており、その処遇は言及されなかった。一方、地中海沿岸のレバノンは将来のフランス委任統治領の一部として独立の範囲外とされた。この処遇は後に議論の対象となり、フセインは「ベイルートのアラブ人が後に成立するアラブ人国家あるいはアラブ諸国に合流できないことに強く反対するだろう」と抗議したが、一方でエルサレムやパレスチナの処遇が言及されなかった件には触れなかった。マクマホンとのやりとりによって、フセインは1916年6月5日に息子のアリー・アブドゥッラー・ファイサル・ザイドとともにアラブ反乱を起こした。1916年から1920年にかけて、イギリス政府はそれまで結ばれた協約や書簡について「パレスチナはアラブ地域に含まれる」と解釈していたが、1922年の中東白書（チャーチル白書）では「パレスチナは除外される」と解釈を変更した。また、フセインはバルフォア宣言に反対することはなく、1918年3月23日にメッカの日刊紙「アル・キブラ」において、「パレスチナはアダムとエバの子孫であるユダヤ人にとって神聖で愛すべき故郷であり、世界中に移住してしまったユダヤ人の故郷への帰還はアラブ人の同胞にとっても様々な面で先例となるだろう」と述べた。またフセインはパレスチナのアラブ人に対し「ユダヤ人を同胞として迎え入れ協力するように」と呼びかけた。

## 合意
ファイサルとヴァイツマンが初めて面会したのは1918年6月のことであり、イギリスのマーク・サイクスの仲介があった。面会の際、ファイサルはパレスチナ人を自らの管轄外であると認識しており、そのようにヴァイツマンに話していたという。この面会の後、アーサー・バルフォアは「シオニストとファイサルが協調し、問題になる可能性がある点について合意することができれば両者に利益があるだろう」とヴァイツマンに述べている。またファイサルは「セム族から分かれたアラブ人とユダヤ人はお互いに理解し合っており、民族自決と民族意識を理想とする意見交換の結果、それぞれの民族がそれぞれの願望の実現に向けて前進することを期待すると合意した。アラブ人はユダヤ人を嫉妬しておらず、むしろ公平な扱いを与えるつもりであり、ユダヤ人はアラブ人に対し、彼らもそれぞれの地域で公平な扱いを受けられるようにする意向を表明している」と述べ、両者に対立があるのはオスマン帝国による陰謀であるとした。1919年1月1日と同29日には「アレクサンドレッタからペルシャを通り南はインド洋まで」あるいは「アレクサンドレッタからディヤルバクルを通り南はインド洋まで」がアラブ人国家建設の範囲であるとした。同27日にはファイサルとヴァイツマンの合意書がパリ講和会議に提出された。